# Beji (Kedung Banteng)
Beji is een bestuurslaag (kelurahan) in het onderdistrict (kecamatan) Kedung Banteng in het regentschap Banyumas van de provincie Midden-Java, Indonesië. Beji telt 7823 inwoners (volkstelling 2010).